# Державний архів міста Києва

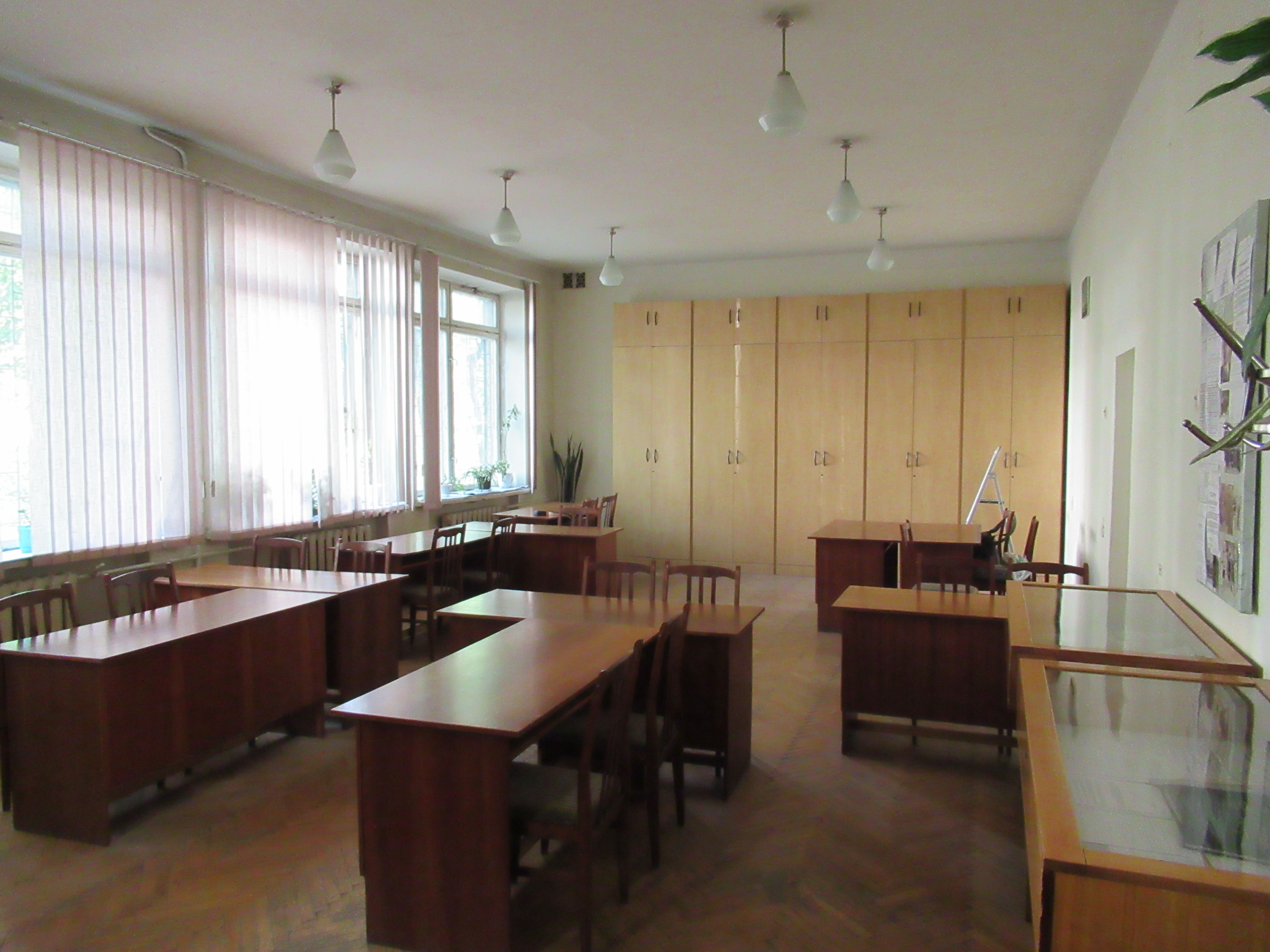
Читальний зал архіву

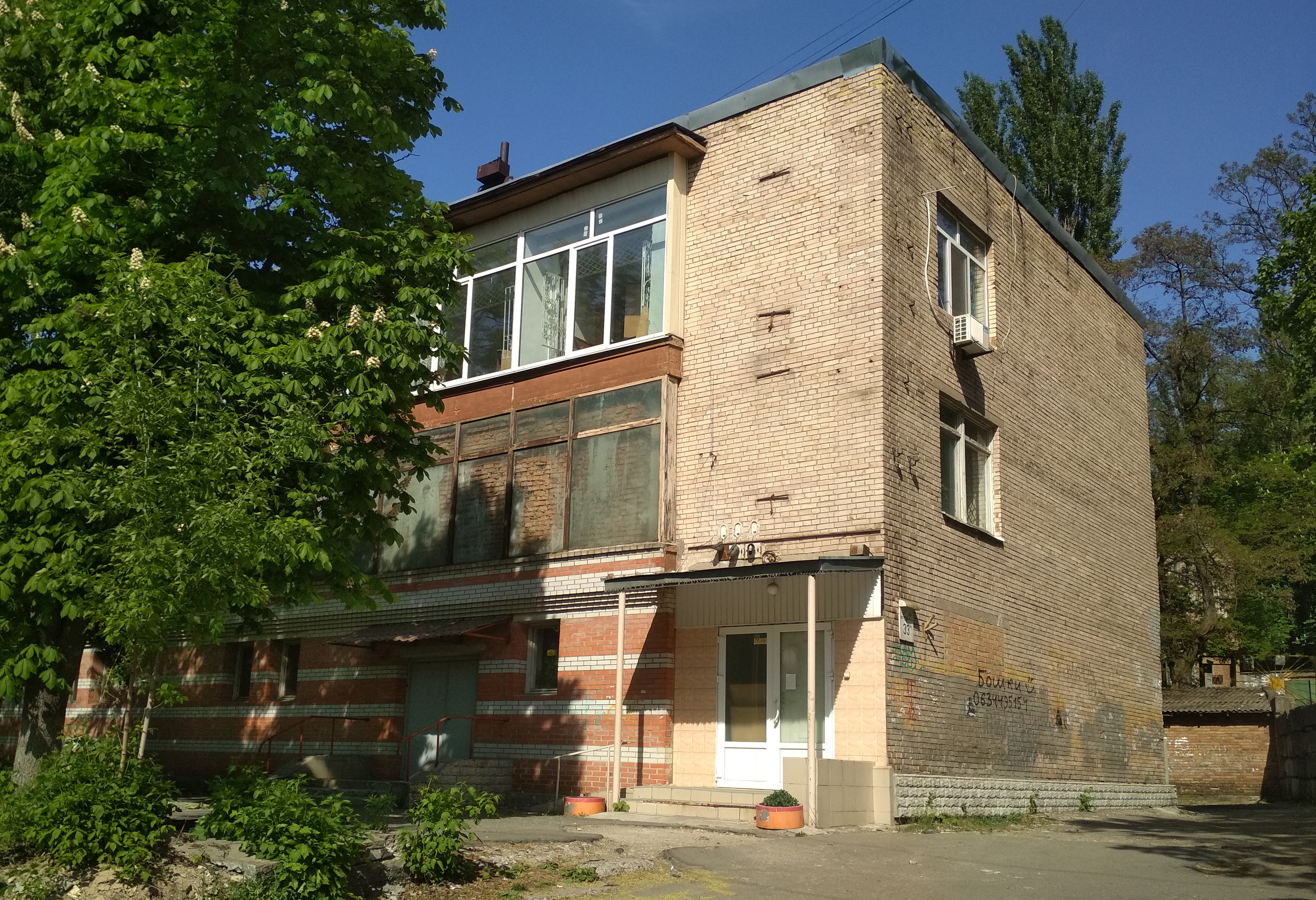
Будинок вулицею Володимира Сальського, де розміщується читальний зал № 2

Державний архів міста Києва (ДАК) — регіональна державна архівна установа, що здійснює приймання, опис і зберігання документів з історії Києва починаючи з XVII століття до сьогодення.

## Історія
Державний архів міста Києва є структурним підрозділом Київської міської державної адміністрації, підзвітним та підконтрольним Київській міській раді та підпорядкованим Київському міському голові, а з питань виконання функцій державної виконавчої влади — Державній архівній службі України.
У травні 1932 року розпочав роботу Київський міський архів. 1958 року архів отримав статус Київського міського державного архіву з перемінним складом документів. З 1962 року — Київський міський державний архів з постійним складом документів. З 1980 року архів перейменовано на Державний архів міста Києва.
В історії комплектування ДАКу можна виділити три періоди. Перший етап — 1960–70-ті роки характеризується тим, що керівництво знаходилось у структурі партійного апарату, тому йому відводились наглядові та ідеологічні функції. Діяльність ДАК спрямовувалась на збереження документів, що знаходились у зоні його комплектування. Другий етап — 1980-ті роки позначений поглибленням співпраці з виконавчою владою міста. Третій етап (від 1990 року) — діяльність у незалежній Україні в рамках нового законодавства та нових соціально-політичних умов. Так, прийняття Закону України «Про Національний архівний фонд і архівні установи» (1993) зумовило розроблення Положення про Державний архів міста Києва; документів, що регламентували діяльність архіву тощо.
Систематичне комплектування архіву розпочалось з 1962 року, часу коли було надано право зберігати документи постійного строку зберігання. В умовах існування СРСР притаманними були командно-адміністративні методи управління процесом комплектування. В умовах незалежності комплектування архіву вимагало розв'язання нових проблем, пов'язаних з експертизою цінності нових видів документів, адже нормативно-правова база не відповідала часу, а джерела комплектування розширювались — відбувався процес створення нових державних, кооперативних, громадських і виробничих структур, міжгалузевих та акціонерних об'єднань.
Найдавніші документи архіву зберігаються у фондах київських городового магістрату, міської думи та управи: копії грамот та універсалів російських царів, польських королів, гетьманів запорізького війська про надання і підтвердження прав та привілеїв місту Києву та його жителям (1645—1764), укази Сенату, циркуляри Київського, Подільського і Волинського генерал-губернатора, київських губернаторів, протоколи засідань і рішення магістрату, журнали обліку рішень міської думи та управи, магістратські та думські виборчі справи.
Переважна більшість документів належить до періоду після 1917 року — від документів органів місцевої виконавчої влади та самоврядування до документації, заводів таких як «Арсенал» чи «Авіант». Окрему групу становлять фонди виборчих комісій з виборів Президента України, народних депутатів України, Київського міського голови.

## Структура архіву
У структурі архіву функціонують:
- відділ формування НАФ та діловодства
- відділ забезпечення збереженості документів, обліку та довідкового апарату
- відділ інформації та використання документів
- сектор ділового забезпечення
- фінансово-економічний відділ
- сектор науково-технічного опрацювання документів
- сектор матеріально-технічного забезпечення та обслуговування приміщень

## Фонди
За даними путівників, виданих архівом, станом на 2007 рік в архіві зберігалося:
- 337 фондів періоду до 1917 року.
- 1233 фондів радянського періоду.
- 30 — періоду незалежності України.
- 36 — особового походження.

## Керівники
- 1983—2002: Курінний Борис Пантелеймонович